# 邦盖乌鸦
邦盖乌鸦（学名：Corvus unicolor）是鸦科鸦属的一种，为印度尼西亚的特有种。全球活动范围约为270平方千米。该物种的保护状况被评为极危。
其种加词unicolor意为“单色的”。
邦盖乌鸦的栖息地包括亚热带或热带的湿润低地林和亚热带或热带的湿润山地林。